# Serie A2 2020-2021 (pallacanestro femminile)
Il campionato di Serie A2 di pallacanestro femminile 2020-2021 è stato il quarantunesimo organizzato in Italia.

## Stagione

### Novità
Il numero delle società è sceso a 28. Dalla Serie A1 non ci sono state retrocessioni. Viene ammessa alla A1 la Magnolia CB Rinunciano alla categoria Giants Marghera, Virtus Basket Ariano, High School Bk Lab e Ants Viterbo, sostituite da Pall. Bolzano, Alma Patti, P.F. Firenze e Brixia.

### Formula
Secondo le Disposizioni Organizzative Annuali, le 28 squadre partecipanti sono suddivise in due gironi da 14 squadre rispettivamente su base parzialmente geografica. Viene disputata una stagione regolare con incontri di andata e ritorno.
Al termine della Prima Fase le prime 8 squadre di ogni girone sono ammesse ai Play Off promozione, dai quali vengono promosse due squadre in Serie A1. Ogni turno di Play Off si disputa al meglio delle tre gare.
Le quattro squadre classificate dal 10º al 13º posto di ogni girone sono ammesse ai Play Out – al meglio delle tre gare – che decretano due retrocessioni in Serie B.
Le squadre classificate al 14º di ogni girone retrocedono direttamente in Serie B.

## Partecipanti
Girone Nord:
- Edelweiss Albino
- Alpo Basket
- B.C. Bolzano
- Basket Carugate
- BCC Derthona Bk.
- B.T. Crema
- Lupe San Martino
- Sanga Milano
- Libertas Moncalieri
- Ponzano
- San Giorgio MN
- Basket Sarcedo
- Libertas SBS Udine
- Vicenza

Girone Sud:
- Pall. Bolzano
- Brixia Basket
- CUS Cagliari
- FeBa Civ. Marche
- Faenza B. Project
- P.F. Firenze
- Jolly Livorno
- Alma Patti
- Nico BF
- Pol. A.Galli
- S. Salv. Selargius
- Cest. Spezzina
- Umbertide
- Virtus Cagliari

## Stagione regolare
Si è disputata tra il 3 ottobre 2020 e l'8 maggio 2021.

### Girone Nord

#### Classifica
|  | Pos. | Squadra                         | Pt | G  | V  | P  | PtF  | PtS  | Diff. |
|  | ---- | ------------------------------- | -- | -- | -- | -- | ---- | ---- | ----- |
|  | 1.   | Akronos Tech Moncalieri         | 44 | 26 | 22 | 4  | 1718 | 1471 | +247  |
|  | 2.   | Parking Graf Crema              | 42 | 26 | 21 | 5  | 1759 | 1429 | +330  |
|  | 3.   | Delser Crich Udine              | 42 | 26 | 21 | 5  | 1712 | 1485 | +227  |
|  | 4.   | Autosped Castelnuovo Scrivia    | 34 | 26 | 17 | 9  | 1632 | 1577 | +55   |
|  | 5.   | Drain by Ecodem Alpo            | 32 | 26 | 16 | 10 | 1712 | 1616 | +96   |
|  | 6.   | AS Vicenza                      | 30 | 26 | 15 | 11 | 1621 | 1530 | +91   |
|  | 7.   | Il Ponte Casa d'Aste Milano     | 28 | 26 | 14 | 12 | 1676 | 1626 | +50   |
|  | 8.   | Basket Sarcedo                  | 24 | 26 | 12 | 14 | 1528 | 1589 | -61   |
|  | 9.   | San Giorgio MantovAgricoltura   | 20 | 26 | 10 | 16 | 1563 | 1645 | -82   |
|  | 10.  | Edelweiss Albino                | 18 | 26 | 9  | 17 | 1438 | 1617 | -179  |
|  | 11.  | Alperia BC Bolzano              | 18 | 26 | 9  | 17 | 1608 | 1738 | -130  |
|  | 12.  | Schiavon Ponzano                | 16 | 26 | 8  | 18 | 1610 | 1743 | -133  |
|  | 13.  | Blackiron-rentpoint.it Carugate | 10 | 26 | 5  | 21 | 1543 | 1779 | -236  |
|  | 14.  | Lupe San Martino di Lupari      | 6  | 26 | 3  | 23 | 1466 | 1741 | -275  |

Legenda:
  Promossa dopo i play-off in Serie A1 2021-2022.
      Ammesse ai play-off promozione.
      Ammesse ai play-out.
  Ammesse ai play-off o ai play-out.
  Retrocessa dopo i play-out in Serie B 2021-2022.
      Retrocessa direttamente in Serie B 2021-2022.
Regolamento:
Due punti a vittoria, zero a sconfitta.
In caso di parità di punteggio, contano gli scontri diretti e la classifica avulsa.

#### Risultati
|                     | ALP   | BBZ   | CAR   | CAS   | CRE   | EDE   | LMO   | PON   | SGM   | LSM   | SMI   | SAR   | UDI   | VIC   |
| ------------------- | ----- | ----- | ----- | ----- | ----- | ----- | ----- | ----- | ----- | ----- | ----- | ----- | ----- | ----- |
| Alpo                |       | 69–58 | 64–59 | 67–59 | 58–59 | 68–40 | 69–72 | 63–74 | 69–64 | 72–55 | 60–56 | 75–56 | 69–78 | 62–53 |
| BC Bolzano          | 78–72 |       | 80–75 | 57–65 | 52–62 | 55–68 | 74–80 | 69–86 | 61–70 | 78–64 | 57–78 | 64–68 | 58–70 | 59–75 |
| Carugate            | 65–62 | 67–71 |       | 77–65 | 66–84 | 58–64 | 56–67 | 80–87 | 67–55 | 55–60 | 64–84 | 51–56 | 50–65 | 44–83 |
| Castelnuovo Scrivia | 51–72 | 59–49 | 69–40 |       | 59–56 | 67–56 | 65–64 | 76–67 | 59–63 | 62–50 | 69–60 | 68–57 | 62–74 | 68–66 |
| Crema               | 72–56 | 73–59 | 67–55 | 84–53 |       | 80–57 | 59–50 | 79–53 | 65–40 | 72–57 | 45–56 | 73–46 | 70–54 | 59–56 |
| Edelweiss           | 49–52 | 48–57 | 53–52 | 58–75 | 66–76 |       | 57–62 | 62–75 | 80–73 | 71–55 | 60–86 | 46–53 | 44–61 | 45–42 |
| Libertas Moncalieri | 65–61 | 48–43 | 73–55 | 68–42 | 66–58 | 64–43 |       | 66–59 | 66–53 | 64–51 | 65–44 | 76–47 | 52–66 | 71–56 |
| Ponzano             | 55–69 | 71–65 | 62–69 | 64–80 | 65–79 | 43–49 | 55–69 |       | 64–81 | 56–45 | 71–73 | 53–52 | 38–62 | 53–56 |
| San Giorgio Mantova | 74–82 | 55–59 | 77–68 | 56–68 | 43–60 | 52–53 | 58–60 | 68–58 |       | 74–59 | 58–54 | 54–50 | 60–67 | 63–59 |
| Lupe San Martino    | 59–68 | 55–61 | 76–70 | 53–60 | 39–68 | 71–79 | 44–65 | 62–80 | 65–71 |       | 52–57 | 62–67 | 49–63 | 70–65 |
| Sanga Milano        | 76–82 | 72–74 | 57–43 | 49–69 | 52–80 | 62–45 | 63–68 | 61–46 | 56–49 | 62–51 |       | 95–87 | 79–82 | 51–61 |
| Sarcedo             | 52–55 | 62–64 | 49–60 | 44–45 | 58–56 | 55–46 | 82–74 | 60–50 | 63–57 | 67–56 | 64–63 |       | 60–61 | 64–74 |
| Udine               | 63–54 | 71–55 | 73–45 | 56–53 | 53–65 | 66–54 | 55–71 | 81–61 | 78–46 | 71–58 | 61–62 | 53–49 |       | 69–60 |
| Vicenza             | 74–62 | 55–51 | 76–52 | 70–64 | 60–58 | 57–45 | 56–72 | 67–64 | 55–49 | 63–48 | 63–68 | 58–60 | 61–59 |       |

### Girone Sud

#### Classifica
|  | Pos. | Squadra                          | Pt | G  | V  | P  | PtF  | PtS  | Diff. |
|  | ---- | -------------------------------- | -- | -- | -- | -- | ---- | ---- | ----- |
|  | 1.   | E-Work Faenza                    | 44 | 26 | 22 | 4  | 1820 | 1456 | +364  |
|  | 2.   | RMB Brixia Basket                | 40 | 26 | 20 | 6  | 1912 | 1615 | +297  |
|  | 3.   | Bruschi Bk San Giovanni Valdarno | 36 | 26 | 18 | 8  | 1760 | 1528 | +232  |
|  | 4.   | La Bottega del Tartufo Umbertide | 36 | 26 | 18 | 8  | 1699 | 1573 | +126  |
|  | 5.   | Alma Basket Patti                | 32 | 26 | 16 | 10 | 1872 | 1643 | +229  |
|  | 6.   | Giorgio Tesi Group Nico Basket   | 32 | 26 | 16 | 10 | 1898 | 1723 | +175  |
|  | 7.   | Techfind San Salvatore Selargius | 32 | 26 | 16 | 10 | 1509 | 1443 | +66   |
|  | 8.   | Crédit Agricole La Spezia        | 26 | 26 | 13 | 13 | 1697 | 1661 | +36   |
|  | 9.   | Il Palagiaccio Firenze           | 24 | 26 | 12 | 14 | 1623 | 1669 | -46   |
|  | 10.  | CUS Cagliari                     | 20 | 26 | 10 | 16 | 1401 | 1530 | -129  |
|  | 11.  | Fe.Ba Civitanova Marche          | 14 | 26 | 7  | 19 | 1570 | 1849 | -279  |
|  | 12.  | Jolly Acli Livorno               | 14 | 26 | 7  | 19 | 1426 | 1619 | -193  |
|  | 13.  | Acciaierie Valbruna Bolzano      | 12 | 26 | 6  | 20 | 1498 | 1757 | -259  |
|  | 14.  | Surgical Virtus Cagliari         | 2  | 26 | 1  | 25 | 1253 | 1872 | -619  |

Legenda:
  Promossa dopo i play-off in Serie A1 2021-2022.
      Ammesse ai play-off promozione.
      Ammesse ai play-out.
  Ammesse ai play-off o ai play-out.
  Retrocessa dopo i play-out in Serie B 2021-2022.
      Retrocessa direttamente in Serie B 2021-2022.
Regolamento:
Due punti a vittoria, zero a sconfitta.
In caso di parità di punteggio, contano gli scontri diretti e la classifica avulsa.

#### Risultati
|                 | PBZ   | BRI   | CCA   | VCA    | CIV    | FAE   | PFF   | LSP   | JLI   | NIC   | PAT   | SGV   | SSA   | UMB   |
| --------------- | ----- | ----- | ----- | ------ | ------ | ----- | ----- | ----- | ----- | ----- | ----- | ----- | ----- | ----- |
| Pall. Bolzano   |       | 66–82 | 64–65 | 84–62  | 73–56  | 48–74 | 51–61 | 64–74 | 60–51 | 74–72 | 66–54 | 52–66 | 45–50 | 51–62 |
| Brixia          | 83–38 |       | 68–55 | 100–34 | 77–76  | 77–83 | 80–47 | 76–69 | 63–66 | 72–74 | 75–71 | 62–58 | 67–55 | 62–64 |
| CUS Cagliari    | 61–48 | 47–60 |       | 71–50  | 56–62  | 47–65 | 56–73 | 41–57 | 58–54 | 59–47 | 48–67 | 54–64 | 40–39 | 62–40 |
| Virtus Cagliari | 56–60 | 52–89 | 48–60 |        | 69–54  | 34–64 | 28–53 | 49–84 | 27–65 | 48–78 | 38–73 | 37–60 | 51–52 | 50–69 |
| Civitanova      | 83–67 | 59–86 | 41–61 | 77–66  |        | 43–64 | 64–60 | 73–56 | 63–56 | 67–80 | 55–79 | 39–67 | 48–75 | 49–64 |
| Faenza          | 60–51 | 59–66 | 71–36 | 70–49  | 102–47 |       | 68–66 | 84–72 | 79–49 | 63–53 | 85–75 | 67–60 | 67–55 | 74–78 |
| PF Firenze      | 74–58 | 69–79 | 61–51 | 76–43  | 79–66  | 51–72 |       | 51–64 | 65–53 | 78–72 | 64–73 | 50–49 | 44–65 | 75–66 |
| La Spezia       | 67–49 | 76–71 | 61–57 | 68–43  | 89–67  | 52–60 | 73–89 |       | 69–61 | 49–80 | 50–73 | 60–63 | 57–67 | 73–78 |
| Jolly Livorno   | 74–52 | 44–53 | 54–43 | 71–47  | 56–88  | 29–52 | 69–47 | 54–61 |       | 56–67 | 56–73 | 46–78 | 49–41 | 48–59 |
| Nico PT         | 86–56 | 76–77 | 73–67 | 80–57  | 92–68  | 61–78 | 80–69 | 76–70 | 76–65 |       | 82–70 | 82–61 | 88–53 | 73–63 |
| Patti           | 77–56 | 75–81 | 69–60 | 87–47  | 63–54  | 64–72 | 75–64 | 70–77 | 66–53 | 92–66 |       | 68–71 | 47–44 | 66–68 |
| Galli           | 68–52 | 68–73 | 65–47 | 89–70  | 78–52  | 85–78 | 84–62 | 47–67 | 86–43 | 74–61 | 80–81 |       | 52–54 | 68–64 |
| San Salvatore   | 75–65 | 56–59 | 80–47 | 69–54  | 64–62  | 52–49 | 54–44 | 59–46 | 60–46 | 67–57 | 56–91 | 51–52 |       | 68–76 |
| Umbertide       | 64–48 | 78–74 | 49–52 | 69–44  | 70–57  | 56–60 | 76–51 | 59–56 | 86–58 | 70–66 | 75–73 | 56–67 | 40–48 |       |

## Seconda fase

### Play Off

#### Quarti di finale
Le gare si sono disputate dal 12 al 20 maggio 2021.
| Squadra 1                        | Totale | Squadra 2                        | Gara 1  | Gara 2  | Gara 3  |
| -------------------------------- | ------ | -------------------------------- | ------- | ------- | ------- |
| Girone Nord                      |        |                                  |         |         |         |
| AS Vicenza                       | 2 - 0  | Delser Crich Udine               | 67 - 42 | 62 - 59 | -       |
| Drain by Ecodem Alpo             | 2 - 0  | Autosped Castelnuovo Scrivia     | 65 - 56 | 67 - 59 | -       |
| Basket Sarcedo                   | 1 - 2  | Akronos Tech Moncalieri          | 60 - 57 | 40 - 65 | 40 - 66 |
| Il Ponte Casa d'Aste Milano      | 2 - 0  | Parking Graf Crema               | 69 - 66 | 58 - 53 | -       |
| Girone Sud                       |        |                                  |         |         |         |
| Crédit Agricole La Spezia        | 0 - 2  | E-Work Faenza                    | 46 - 58 | 53 - 59 | -       |
| Alma Basket Patti                | 2 - 0  | La Bottega del Tartufo Umbertide | 66 - 53 | 69 - 52 | -       |
| Techfind San Salvatore Selargius | 2 - 0  | RMB Brixia Basket                | 62 - 56 | 58 - 56 | -       |
| Giorgio Tesi Group Nico Basket   | 0 - 2  | Bruschi Bk San Giovanni Valdarno | 54 - 67 | 59 - 65 | -       |

#### Semifinali
Le gare si sono disputate dal 22 al 30 maggio 2021.
| Squadra 1                        | Totale | Squadra 2                        | Gara 1  | Gara 2  | Gara 3  |
| -------------------------------- | ------ | -------------------------------- | ------- | ------- | ------- |
| Girone Nord                      |        |                                  |         |         |         |
| Drain by Ecodem Alpo             | 1 - 2  | Akronos Tech Moncalieri          | 59 - 62 | 58 - 52 | 55 - 73 |
| Il Ponte Casa d'Aste Milano      | 2 - 0  | AS Vicenza                       | 55 - 51 | 71 - 62 | -       |
| Girone Sud                       |        |                                  |         |         |         |
| Alma Basket Patti                | 0 - 2  | E-Work Faenza                    | 70 - 76 | 63 - 84 | -       |
| Techfind San Salvatore Selargius | 0 - 2  | Bruschi Bk San Giovanni Valdarno | 55 - 67 | 61 - 67 | -       |

#### Finali
Le gare si sono disputate dal 5 al 13 giugno 2021.
| Squadra 1               | Totale | Squadra 2                        | Gara 1  | Gara 2  | Gara 3  |
| ----------------------- | ------ | -------------------------------- | ------- | ------- | ------- |
| Girone Nord             |        |                                  |         |         |         |
| Akronos Tech Moncalieri | 2 - 0  | Il Ponte Casa d'Aste Milano      | 62 - 59 | 55 - 48 | -       |
| Girone Sud              |        |                                  |         |         |         |
| E-Work Faenza           | 2 - 1  | Bruschi Bk San Giovanni Valdarno | 65 - 60 | 64 - 66 | 71 - 47 |

### Play Out

#### Semifinali
Le gare si sono disputate dal 12 al 19 maggio 2021.
| Squadra 1                       | Totale | Squadra 2               | Gara 1  | Gara 2  | Gara 3  |
| ------------------------------- | ------ | ----------------------- | ------- | ------- | ------- |
| Girone Nord                     |        |                         |         |         |         |
| Schiavon Ponzano                | 1 - 2  | Alperia BC Bolzano      | 66 - 73 | 65 - 61 | 58 - 74 |
| Blackiron-rentpoint.it Carugate | 2 - 0  | Edelweiss Albino        | 62 - 59 | 56 - 52 | -       |
| Girone Sud                      |        |                         |         |         |         |
| Acciaierie Valbruna Bolzano     | 2 - 1  | CUS Cagliari            | 56 - 61 | 59 - 49 | 46 - 44 |
| Jolly Acli Livorno              | 0 - 2  | Fe.Ba Civitanova Marche | 59 - 64 | 62 - 71 | -       |

#### Finali
Le gare si sono disputate dal 22 al 30 maggio 2021.
| Squadra 1          | Totale | Squadra 2        | Gara 1  | Gara 2  | Gara 3  |
| ------------------ | ------ | ---------------- | ------- | ------- | ------- |
| Girone Nord        |        |                  |         |         |         |
| Schiavon Ponzano   | 2 - 0  | Edelweiss Albino | 69 - 62 | 68 - 50 | -       |
| Girone Sud         |        |                  |         |         |         |
| Jolly Acli Livorno | 1 - 2  | CUS Cagliari     | 49 - 51 | 66 - 46 | 49 - 52 |